# Lucilia adisoemartoi
Lucilia adisoemartoi är en tvåvingeart som beskrevs av Hiromu Kurahashi 1988. Lucilia adisoemartoi ingår i släktet Lucilia och familjen spyflugor. Inga underarter finns listade i Catalogue of Life.